# Melasina evagata
Melasina evagata är en fjärilsart som beskrevs av Edward Meyrick 1921. Melasina evagata ingår i släktet Melasina och familjen säckspinnare. Inga underarter finns listade i Catalogue of Life.